# ان‌جی‌سی ۱۷۲۵
ان‌جی‌سی ۱۷۲۵ (انگلیسی: NGC 1725) نام یک کهکشان در صورت فلکی جوی است.